# 埃米尔·希施费尔德
埃米尔·希施费尔德（德語：Emil Hirschfeld，1903年7月31日—1968年2月23日），德国男子田径运动员。他曾代表德国参加1928年和1932年夏季奥林匹克运动会田径比赛，其中1928年奥运会获得一枚铜牌。